# NGC 2824

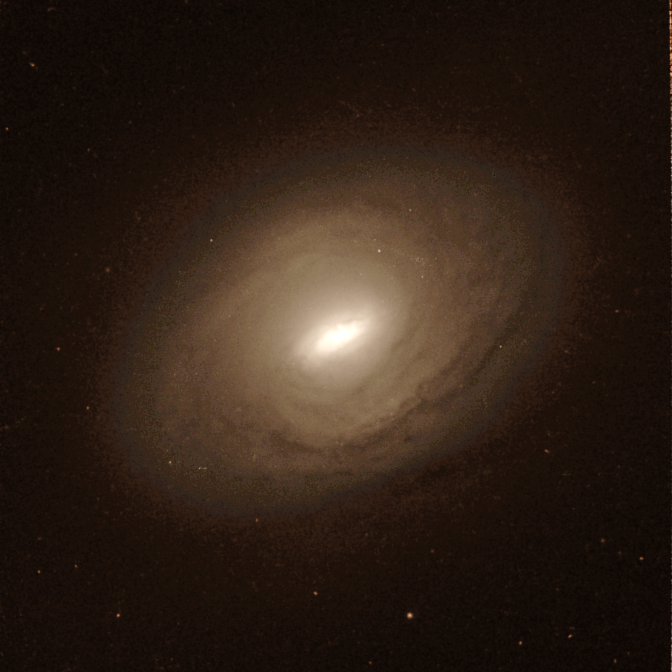
NGC 2824 par le télescope spatial Hubble.

NGC 2824 est une galaxie lenticulaire située dans la constellation du Cancer. NGC 2824 a été découverte par l'astronome prussien Heinrich d'Arrest en 1864.

## Caractéristiques
NGC 2824 est une galaxie active de type Seyfert? (Sy ?). NGC 2824 est une galaxie dont le noyau brille dans le domaine de l'ultraviolet. Elle est inscrite dans le catalogue de Markarian sous la cote Mrk 394 (MK 394).

### Distance
Sa vitesse par rapport au fond diffus cosmologique est de 3 029 ± 20 km/s, ce qui correspond à une distance de Hubble de 44,7 ± 3,1 Mpc (∼146 millions d'al).

### Maser d'eau
Au début des années 2000, on a découvert des masers d'eau dans sept galaxies à noyau actif (AGN) : NGC 2824, NGC 2979, NGC 5643, NGC 6300, NGC 6926, ESO 269-G012 et IRAS  F19370-131.